# Kružná
Kružná (Hongaars: Berzétekörös) is een Slowaakse gemeente in de regio Košice, en maakt deel uit van het district Rožňava.
Kružná telt 488 inwoners.